# بئاتریس آجنین
بئاتریس آجنین (به انگلیسی: Béatrice Agenin) (زادهٔ ۳۰ ژوئیهٔ ۱۹۵۰) بازیگر فرانسوی است. از فیلم‌های او می‌توان به بازی در سال عروس دریایی و ناپلئون اشاره کرد.